# Drie Zusters (Monument van de Vriendschap)
De Drie Zusters (Monument van de Vriendschap) (Russisch: Три сестры, Wit-Russisch: Тры сястры, Oekraïens:Три сестри) is een monument op het drielandenpunt van Wit-Rusland, Rusland en Oekraïne. Het werd op 3 mei 1975 geopend ter ere van de vriendschap tussen de Wit -Russische, Russische en Oekraïense volkeren.

## Samenstelling
Het gedenkteken is gelegen op een heuvel bij de drievoudige grensovergang, en bestaat uit drie pylonen bekroond met de emblemen van de Wit-Russische Socialistische Federatieve Sovjetrepubliek en de Oekraïense Socialistische Sovjetrepubliek, omgord door een brede bronzen ring. De basreliëfs tonen gebeurtenissen uit de gemeenschappelijke geschiedenis van de drie Slavische volkeren.
Rondom het monument is een wegsplitsing aangebracht op de driesprong van wegen uit de drie landen. Binnen de driesprong is er een park met steegjes omzoomd met berken, sparren en populieren.

## Geschiedenis
Het monument werd gemaakt door vertegenwoordigers van drie aangrenzende regio's, oblast Gomel in Wit-Rusland, oblast Brjansk in Rusland en de Oekraïense oblast Tsjernihiv. Er werd een interregionale prijsvraag uitgeschreven voor het beste ontwerp van het monument. De eerste plaats voor het beste project ging naar Leonid Aleksandrovitsj Stoekatsjov uit de regio Gomel. De verdere uitwerking was in de hand van de Gomelse ingenieur V.G. Maksimovitsj en de Tsjernigovse architect A. G. Mezjenny.
De basreliëfs werden gemaakt door de Kievse beeldhouwers Boris Klimoesjko en Jevgeni Gorban. De machinebouwfabriek in Brjansk nam ook deel aan de constructie.
In 2019 werden van Wit-Russische zijde een reconstructie van het monument en verbetering van het aangrenzende gebied uitgevoerd.
In mei 2022 begonnen de autoriteiten van de regio Tsjernihiv in Oekraïne, in verband met de Russische militaire actie in Oekraïne, met het voorbereiden van documenten voor de ontmanteling van het monument.
Op 31 mei 2023 werd de toegangsweg aan Oekraïense zijde opgeblazen, naar verluidt om een militair gebruik van de weg te verhinderen.

## Evenementen
Sinds 1975 werden elk jaar op de laatste zaterdag van juni in de buurt van het monument het Internationale Festival van Slavische Volkeren "Slavische Eenheid" gehouden. In 2016 werd deze feestdag voor het eerst niet gehouden, in 2017 werd het gehouden in de Russische stad Klintsy, ongeveer 100 km van het monument gelegen, en in 2018 in de Wit-Russische stad Vetka.
In 2015 en 2016 werd de Drie Zusters-zomerrace georganiseerd door de Russische ultramarathonloper Dmitri Jerochin. Atleten uit de drie grenslanden vertrokken op verschillende tijdstippen vanuit de hoofdsteden Kiev, Minsk en Moskou, om tegelijkertijd het monument te bereiken.